# Штурмовой батальон 1917
«Штурмовой батальон 1917» (нем. Stosstrupp 1917) — военный художественный фильм, снятый в нацистской Германии в 1934 году режиссёром Людвигом Шмид-Вильди по мотивам романа Ганса Зоберляйна «Вера в Германию» (Der Glaube an Deutschland).
Премьера фильма состоялась 20 февраля 1934 года.
Один из самых успешных и самых популярных военных фильмов нацистской Германии.
Фильм пользовался большим успехом у миллионов немецких зрителей, став лидером проката. Оригинальные кадры киноленты долгое время считались утерянными. Однако, фильм был восстановлен. С помощью Федерального киноархива Германии и частных коллекционеров была подготовлена полная кино- и звуковая версия «Штурмового батальона 1917». При этом национал-социалистические и националистические мотивы были удалены, как показывает сравнение со 107-минутной версией, показанной в США.

## Сюжет
1917 год. Западный фронт Первой мировой войны. Фильм показывает боевой путь одного из немецкий подразделений — штурмового батальона. В течение всего 1917 года бойцов батальона перебрасывают на самые тяжёлые участки фронта, где ведутся самые кровопролитные бои: весной-битва на реке Эна в Шампани, бои в топкой грязи Фландрии, сражение при Камбрэ. Об их лишениях и кровавых потерях в боях против французов и англичан. Несмотря на все трудности и печаль по погибшим товарищам, главные герои никогда не теряют мужества.
Кинематографисты воссоздали на экране ужасы Первой мировой Войны: нескончаемые артобстрелы, грязь позиционной войны, рукопашные схватки и штурмовые атаки, подрыв укреплений и «зачистка окопов», газовая атака и бой с танком.

## В ролях
- Людвиг Шмид-Вильди — Ханс Штайнбауэр
- Беппо Брем — Гиргл
- Макс Занкль — Хайнер
- Ганс Поссенбахер — Андерл
- Карл Ханфт — Мартл
- Хайнц Эвельт —  Макс
- Ганс Эрих Пфлегер — Карл
- Георг Эммерлинг —  Густл
- Тони Эггерт — Тони
- Альберт Пенцкофер — капрал
- Гарри Герцш — лейтенант
- Эберхард Крейзерн — майор штаба
- Нестор Ламперт — Умирающий
- Георг Генрих Ланге — разведчик
- Людвиг тен Клут — командир роты
- Эмиль Матусек — Мишель
- Карл Мюллер — Вольфганг
- Матиас Ольщинский — генерал